# Campoletis dorsalis
Campoletis dorsalis là một loài tò vò trong họ Ichneumonidae.